# Samia Suluhu
Samia Suluhu Hassan (Sultanaat Zanzibar, 27 januari 1960) is een Tanzaniaans politica. Ze is sinds 19 maart 2021 de president van Tanzania. 
Samia Suluhu is lid van de partij Chama Cha Mapinduzi. In 2000 behaalde ze een zetel in het parlement van de semi-autonome regio Zanzibar. Ze werd benoemd tot minister voor Arbeid, Gender en Kindzaken. Ze was de enige vrouwelijke minister in het kabinet en ze werd door haar collega-ministers en anderen op een seksistische manier benaderd. Vijf jaar later werd ze benoemd tot minister voor Toerisme, Handel en Investeringen.   
Van 2010 tot 2015 was ze lid van het parlement van Tanzania voor het kiesdistrict Makunduchi en staatssecretaris voor Uniezaken. In 2014 werd ze verkozen tot vicevoorzitter van de grondwetgevende vergadering die verantwoordelijk was voor het opstellen van de nieuwe grondwet van Tanzania. Na de algemene verkiezingen van 2015 werd ze, naast president John Magufuli, de eerste vrouwelijke vicepresident van Tanzania. Ze werden herkozen in 2020. Op 19 maart 2021 volgde ze de twee dagen eerder overleden John Magufuli op als president van Tanzania.
In september 2021 bevestigde Samia Suluhu dat ze van plan was om in 2025 deel te nemen aan de presidentsverkiezingen en zo de eerste gekozen vrouwelijke president van het land te worden als ze wint.
Suluhu is sinds 1978 getrouwd met landbouwkundige Hafidh Ameir. Ze hebben vier kinderen.

## Bestuurstijl
Schrijvers voor France 24, The New York Times en New Internationalist hebben Suluhu allemaal omschreven als "zacht van toon". Suluhu zelf heeft verwezen naar haar rustige houding. Al-Jazeera-correspondent Catherine Wambua-Soi beschreef een samenwerkingsgerichte aanpak van Suluhu in haar regering, waarbij ze haar adviseurs raadpleegt in plaats van unilaterale beslissingen te nemen. BBC News noemde een vergelijking met Magufuli's voorganger, Jakaya Kikwete, die eveneens diplomatie met de oppositie verkoos boven repressie. Suluhu staat soms bekend als Mama Samia, een naam die eerbied uitdrukt. Suluhu heeft haar vrouwelijkheid benadrukt als onderdeel van haar presidentschap en beschrijft dit als een factor in haar pogingen om een cultuur van politieke eenheid te creëren.